# Song for Someone
Singles de U2
Every Breaking Wave
(2014) You're the Best Thing About Me
(2017)
Song for Someone est une chanson du groupe de rock irlandais U2, sortie en single en 2015. Il s'agit du troisième extrait de leur 13e album studio, Songs of Innocence, publié en 2014. Bono a écrit cette chanson pour son épouse Ali, qu’il avait rencontrée, alors adolescent.
Cette chanson réapparait sur les deux albums suivants : Songs of Experience (le refrain est réutilisé sur 13 (There Is a Light)) et Songs of Surrender (réenregistré).

## Clips
L'acteur américain Woody Harrelson et sa fille Zoe apparaissent dans le premier clip, un court métrage de 9 minutes réalisé par Vincent Haycock. La vidéo est dévoilée en juillet 2015.
Le 27 août 2015, le groupe publie un autre clip, réalisé par Matt Mahurin, disponible pendant 24 heures sur Facebook. C'est une vidéo en noir et blanc dans laquelle Bono évolue dans un paysage étrange et enfumé,. Matt Mahurin a déjà travaillé avec le groupe pour le clip de Love Is Blindness en 1991.

## Concerts
Le groupe a interprété pour la première fois la chanson dans l'émission américaine The Tonight Show Starring Jimmy Fallon. Elle apparait également dans la tournée 2014-2015 du groupe, Innocence + Experience Tour.